# Da, dragi! Da, draga!
Da, dragi! Da, draga! je slovenska humoristična serija iz leta 2016 posneta po licenci originalne kanadske tv serije v francoskem jeziku Un gars, une fille (Fant, punca) katere avtor je Guy A. Lepage in je bila v produkciji Avanti Cine Video Inc. prvotno predvajana med leti 1997 in 2003 na televizijski postaji Radio-Canada. Gre za zelo uspešno serijo, katere licenca je bila odkupljena v več kot 30 držav po vsem svetu in ima tudi uradni angleški delovni naslov Love Bugs. Slovensko različico režirata Ven in Dafne Jemeršić, v glavnih vlogah pa sta Gorka Berden (Miša) in Lotos Vincenc Šparovec (Bojan). 

## Pregled
Gre za dokaj nenavaden format serije sneman s samo eno kamero. Tipična epizoda prikazuje vsakodnevne situacije povprečnega zakonskega para, kjer je kamera na nekoliko nenavaden način fokusirana samo nanju. Ostali liki pa so večinoma delno skriti, kar pri gledalcu pusti neobičajen vtis skrivnosti in pogled, kjer slišimo samo glas, ne vidimo pa obrazov. Par počne vsakdanje stvari, kot so prepiri, obisk tašče ali trgovine, večerje s prijatelji, izleti itd. Par se ves čas na simpatičen način prička in zbada, vsak pa uveljavlja svoj prav. Ker gre za licenčno oddajo se tudi vse ostale verzije tako kot original Un gars, une fille pri grafični podobi ne razlikujejo. V uvodni, vmesno najavnih ter zaključni špici je tako v vseh verzijah uporabljena kombinacija pastelno modre in roza barve s čačkami in udarnim avizom.

## Original
Zamisel za serijo Un gars, une fille (Fant, punca) je Guy A. Lepage dobil v kratkih segmentih, ki jih je imel na kanadski dnevni pogovorni tv oddaji Besoin d'amour med leti 1995 in 1996 in katere voditelj je takrat sam bil. Lepage je tako leta 1997 v televizijski seriji zaigral zakonski par skupaj z Sylvie Léonard. Lepage je bil že pred tem znan kot starosta in originalni član renomirane kanadske skupine komikov imenovane Rock et Belles Oreilles (RBO), ki je bile zelo popularna predvsem v 1980ih in 1990ih v Kanadi. Serija pa je postala velika uspešnica, doživela veliko adaptacij ter prejela kar nekaj pomembnih nagrad kot so Gémeaux, Félix, in MetroStar Awards. Bila pa je tudi dvakrat nominirana za prestižno nagrado Emmy. Vsega skupaj je bilo v šestih letih posneto 131 epizod, kar nanese skupaj okrog 4000 različnih posnetih prizorov. Scenarije so v glavnem pisali člani skupin RBO: André Ducharme, Bruno Landry in Sylvie Léonard.
Standardna epizoda se odvija v treh dejanjih, vsako dejanje pa je razdeljeno na pet do sedem prizorov. Med vsakim dejanjem se prikaže kratka udarna špica s pastelno modro in roza grafično podobo, kot prehod oziroma konec ene in najavi drugo temo. Prehodi so opremljeni s kratko in udarno glasbeno boben podlago. Modra barva je nekako sinonim za fante, roza pa za dekleta.
Oba glavna lika "Guy in Sylvie" sta poimenovana po resničnih imenih obeh igralcev. Guy pri različnih stvareh zelo rad provocira Sylvie in hkrati sovraži njeno mamo oziroma taščo. Njegov oče pa je poreočen z mlado in privlačno striptizeto Mélanie (Mahée Paiement) ter ima z njo otroka. Pozornost, ki jo njegov oče namenja svojemu otroku del Guya ljubosumnega, saj se takrat ko je on bil majhen z njim sploh ni ukvarjal. Za razliko od Guya pa si Sylvie močno želi otroka. Medtem pa je Sylvie močno ljubosumna na Guyevo privlačno sodelavko Geneviève, s katero je pred leti imel kratko afero. Je pa tudi obsedena s čistočo, kar zameri Guyu, ki to ni. Skozi serijo se vseskozi ponavlja tudi skeč ko Guy od zadaj zagrabi Sylvie za prsi in zakriči "Cestni dirkač!" (slovenska adaptacija: "Motor!"), povzet po znanem zvočnem emblemu "beeb beeb" tega animiranega lika. Medtem ko je to njej načeloma všeč, pa se je pretvarjala ravno nasprotno ko ji je to Guy naredil vpričo njene mame. Tega skeča sta se na snemanju domislila oba igralca. V zadnji sezoni se poročita, gresta na potovanje v Vietnam in tam posvojita majhno deklico.

## Gostujoči igralci
Jure Longyka (terapevt), Radko Polič (Bojanov oče), katarina Mala (Petra), Boštjan Kljun (Primož), Marijana Brecelj (tašča), Teja Glažar (Bojanova babica), Domen Valič (golf inštruktor), Lara Janković (lezbijka Ana), Barbara Pija Jenič (lezbijka Meta), Ula Furlan (odštekana prodajalka), Iztok Gartner (policist), Rafael Vončina (vodič v muzeju), Andrei Lenart (trener), Urška Vučak Markež (hišna pomočnica), Maja Martina Merljak, Andrej Murenc (bratranec Lovrenc), Nina Valič (policistka), Peter Florjančič (izumitelj), Žan Papič (voditelj kviza), Urška Taufer (Melanija), Maša Žilavec (medicinska sestra), Elvis Nukić (prijatelj Dani), Haris Zulič (prijatelj Aleš), Jakob Horvat (prijatelj Rok), Manca Dorrer (prodajalka v trgovini z živalmi)

## Priredbe
- 1999 - Madžarska: »Szeret, nem szeret« (Ljubezen, sovraštvo) na TV2
- 1999 - Grčija: »S'agapo M'agapas« (Jaz ljubim tebe, ti pa mene) na CyBC1
- 1999 - Portugalska: »Entre Marido e Mulher« (Med možem in ženo) na CyBC1
- 1999 - Francija: »Un gars, une fille« (Fant, punca) na CyBC1
- 2000 - Španija: »El y Ella« (On in ona)
- 1999 - Švedska: »Två Som Oss« (Dva kot mi) na SVT1
- 2002 - Bolgarija: »Тя и той« (Ona in on) na bTV, Foxlife
- 2002 - Poljska: »Kasia i Tomek« (Kasia in Tomek) na TVN
- 2003 - Rusija: »Саша + Маша« (Sasha + Masha) na TNT
- 2004 - Italija: »Love Bugs« (angl. delovni naslov) na Italia 1
- 2005 - Makedonija: »Сашо и Сашка« (Sasho & Sashka) na MPT
- 2005 - Ukrajina: »Леся + Рома« (Lesya + Roma) na ICTV
- 2006 - Združene države Amerike: »Lovebites« (Ljubezenski ugrizi) na TBS
- 2009 - Turčija: »1 Kadın, 1 Erkek« (Ena ženska, en moški) na TurkMax
- 2010 - Ciper: »Εγώ κι εσύ« (Jaz in ti) na CyBC1
- 2016 - Hrvaška: »Andrija i Anđelka« (Andrija in Anđelka) na RTL
- 2016 - Srbija: »Andrija i Anđelka« (Andrija in Anđelka) na Prva
- 2016 - Slovenija: »Da, dragi! Da draga!« na Planet TV

- xxxx - Izrael: »הוא והיא« (On in ona)
- xxxx - Latvija: »Saldais pārītis« (Simpatičen par)
- xxxx - Nizozemska: »Volgens hem, volgens haar« (Po njegovem mnenju, je rekla)
- xxxx - Alžirija: »سوسو وا نونو« (arabsko: Sousou in varuška / berbersko: Čiščenje scene)
- xxxx - Nemčija
- xxxx - Belgija
- xxxx - Litva
- xxxx - Libanon
- xxxx - Mehika

## Predvajanje serije

### Un gars, une fille
Izvirna serija je bila med leti 1997 in 2003 predvajana na televiziji Radio-Canada
| Sezona | Sezona | Epizode | Začetek     | Konec          |
| ------ | ------ | ------- | ----------- | -------------- |
|        | 1      | 5       | 1. maj 1997 | 1997           |
|        | 2      | 22      | 1997        | 1998           |
|        | 3      | 21      | 1998        | 1999           |
|        | 4      | 17      | 1999        | 2000           |
|        | 5      | 22      | 2000        | 2001           |
|        | 6      | 22      | 2001        | 2002           |
|        | 7      | 22      | 2002        | 31. marec 2003 |

### Da, dragi! Da, draga!
Od 6. marca 2016 do 9. junija 2016 se je predvajala na Planet TV:
| Sezona | Sezona | Epizode | Začetek       | Konec         |
| ------ | ------ | ------- | ------------- | ------------- |
|        | 1      | 53      | 6. marec 2016 | 9. junij 2016 |